# Головмох витончений
Головмох витончений (Bryum elegans) — вид мохів порядку головмохальних (Bryales).

## Поширення
Ареал охоплює такі частини світу: Європа.
Живе на вапняних, багатих основами, від світлих до частково затінених, від сухих до злегка вологих місць. Там він здебільшого зустрічається літофітно на скелях, каменях або в похованих скельних ущелинах і западинах. Рідше він також мешкає на кам'янистих сухих луках і багатому гумусом вапняному ґрунті.

## Характеристика

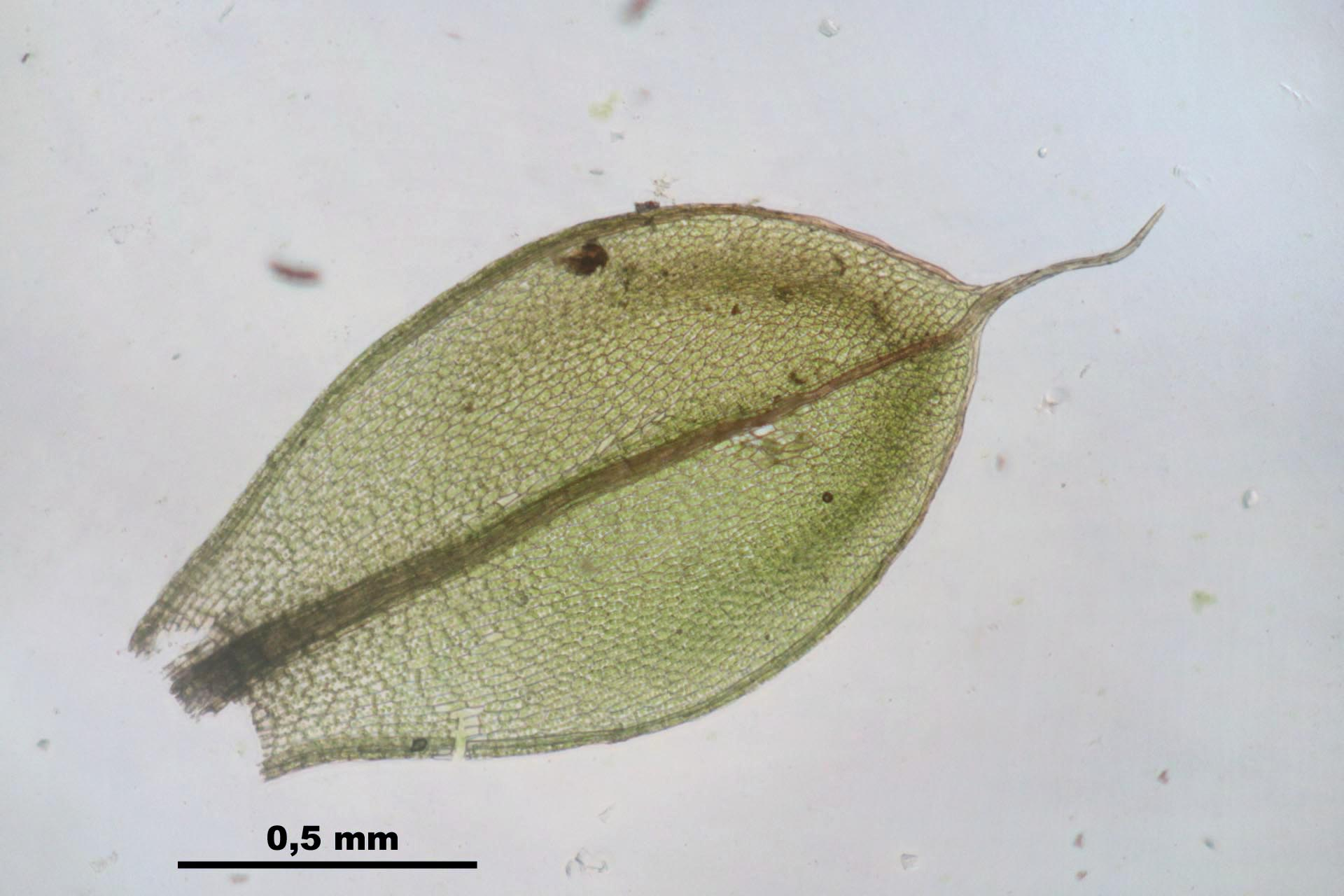

Особливо характерними для Bryum elegans є сильні, грубі або дрібно-сосочкові ризоїди. Сухі, щільно прилягаючі, вологі, вертикальні листки мають яйцеподібну форму і досить раптово розширюються в більш-менш довгий, часто злегка загнутий назад волохатий кінчик; край листка зазвичай вистелений 1–2 рядами подовжених клітин; середня жилка часто червонувата на старих листках, а також виступає у вигляді короткого остюка на молодих листках. Спори мають діаметр від 11 до 15 мкм і утворюються влітку. Однак дозрівання спор, ймовірно, відбувається лише рідко.